# 고보융
고보융(高保融, 920년 ~ 960년 9월 20일(음력 8월 27일))은 오대십국시대의 형남의 제3대 군주(재위：948년 ~ 960년)이다. 시호는 정의왕(貞懿王)이며 자는 덕장(德長)이다.

## 생애
고종회는 948년에 죽고, 고종회의 3남 고보융(高保融)이 뒤를 이었다. 그때 중원은 후당이 멸망한 후 후진, 후한, 후주의 순서대로 정권이 교체되고 있었다. 고보융은 후주에 대해 신하를 자청하였고, 954년 남평왕(南平王)에 봉해졌다.
그 후 후주의 세종(世宗;시영)에 의한 통일사업이 시작되고 후당이 남당을 공격하려고 할 때 고보융도 동조하여 병사를 보냈다. 그 다음 후주에서 송나라로 선양이 이루어지자, 송나라에도 신하를 자청했다.
고보융은 960년에 죽고, 고보욱(高保勗)이 형남절도사의 지위를 이었다.
| 전임 아버지 남평문헌왕 고종회 | 제3대 형남의 군주 948년 ~ 960년 | 후임 동생 고보욱 |

| 전임 고종회 | 형남절도사 948년 ~ 960년 | 후임 고보욱 |